# カナック

カナック民族の共同体の旗。家の上に立てられる「flèche faîtière」という木製のトーテムをあしらっている

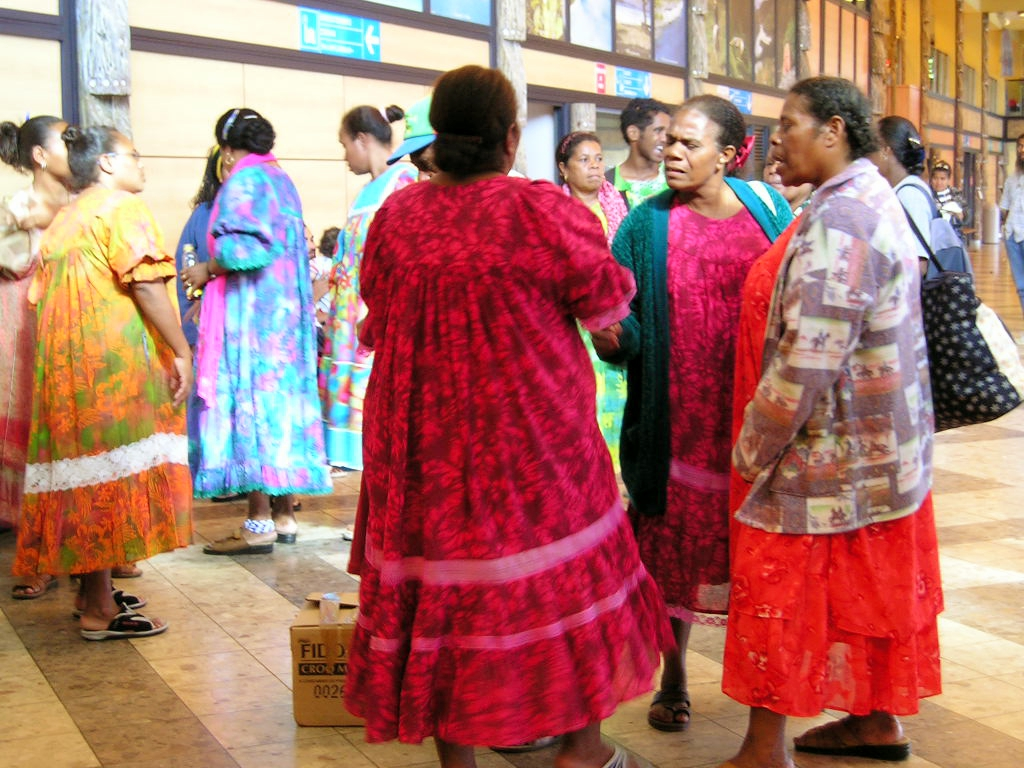
カナックの女性。キリスト教布教後にポリネシアやメラネシアに普及した丈の長いドレスを着ている

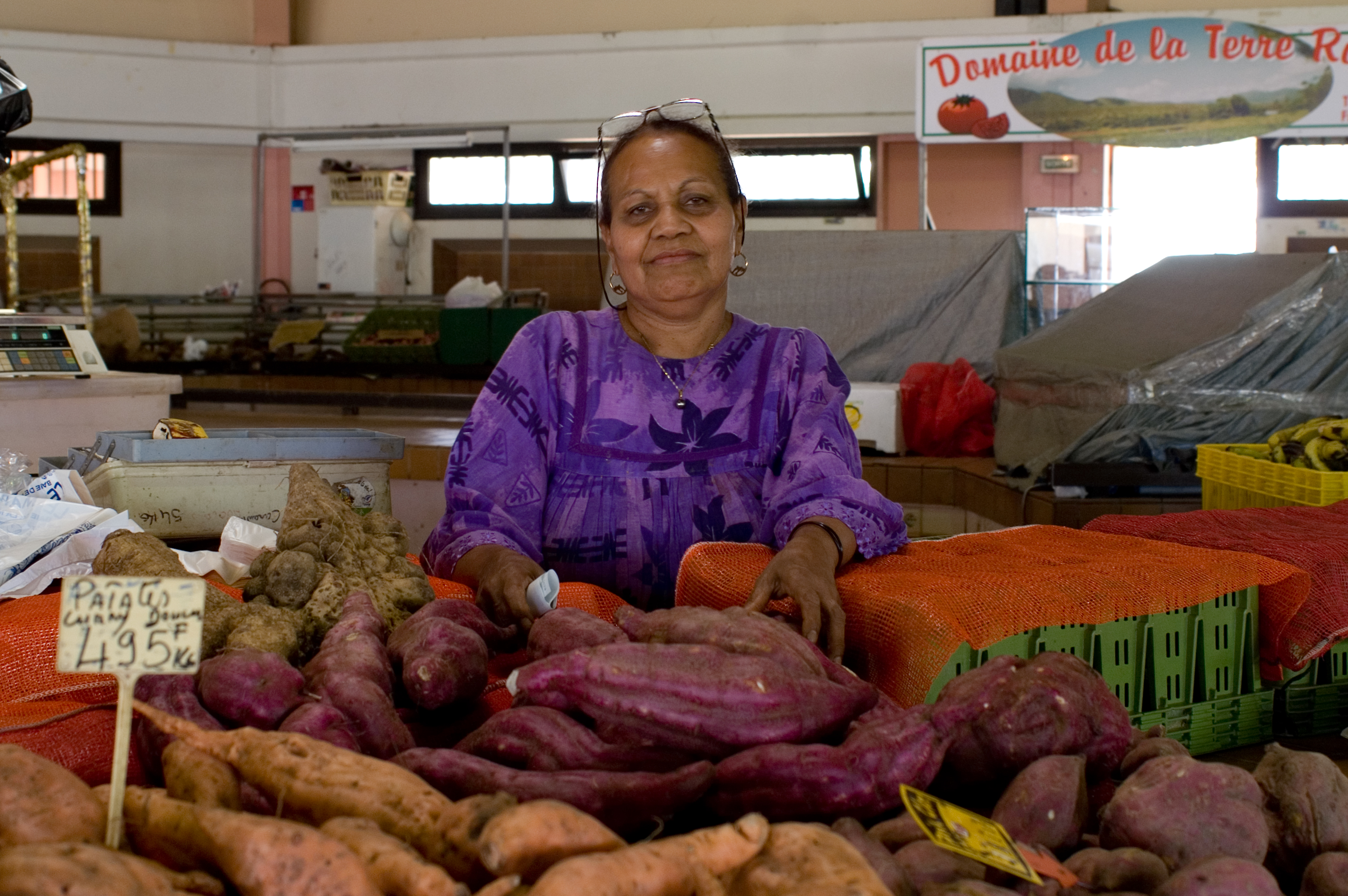
カナックの女性。ヌーメアの市場で

カナック（Kanak, Canaque, カナク）は、太平洋南西部ニューカレドニアのメラネシア系先住民族。現在、ニューカレドニア人口の45％を占めている。

## 概説
「カナック」の語源はハワイ語でハワイ人を意味する「カナカ・マオリ」（kanaka maoli、カナカは「人間」、マオリは「土地の」「先住の」を指す）から来ているが、かつてヨーロッパ人の航海者や探検家、商人、宣教師はこの語を太平洋の諸島に住む多様な非ヨーロッパ人全ての呼称として使用した。ヨーロッパ人との接触前、ニューカレドニアには統一国家はなく部族社会に分かれ、ニューカレドニア人が自分たちを呼ぶ単一の呼び名もなかったが、フランス人が持ち込んだ「カナック」（カナカがフランス語化した言葉で、やや侮蔑的な意味を含む）がその呼び名となった。
過去数世代以来、カナックという名から別の語が派生した。「カナキー」（Kanaky）は政治的な色合いのある用語で、ニューカレドニア島および仏領ニューカレドニア全域を指す。「カネカ」（Kanéka）はカナックの音楽のジャンルで、レゲエにフルート、パーカッション、和声を加えたスタイルの音楽であり、しばしば政治的な歌詞を含み、デフ語（ドレウ語とも）、パーチン語、その他メラネシア諸語やフランス語で歌われる。
カナックのほとんどはキリスト教徒であるが、伝統的な信仰を守っている人々もいる。また民族誌学的調査によれば、カナックはポリネシア人の航海者たちと何世紀もの間婚姻を行い混血してきた。

## ニューカレドニア以外での「カナカ」「カナケ」
これとは別に、かつて「カナカ」（Kanakas）と呼ばれる人々もいた。これは19世紀に太平洋全域から勧誘されたり拉致されて奴隷化されたりした人々で、オーストラリア（クイーンズランド州）、カナダ（ブリティッシュ・コロンビア州）、フィジー、チリなどの地域で不自由な労役をさせられていた。
また、ドイツ語: Kanakという語は、本来はドイツが太平洋に保有していた植民地で現地人をさして使われたが、後に南欧諸国を含む南国風の容姿をした外国人に対する罵倒語へと変化している。